# Železničná spoločnosť Slovensko
Železničná spoločnosť Slovensko, a.s. (VKM: ZSSK) je firma se sídlem v Bratislavě, která je
největším slovenským provozovatelem osobní železniční dopravy.

## Historie
Společnost vznikla 1. ledna 2005, kdy došlo k rozdělení firmy Železničná spoločnosť na provozovatele osobní dopravy s názvem Železničná spoločnosť Slovensko a provozovatele nákladní železniční dopravy Železničná spoločnosť Cargo Slovakia. Po svém předchůdci firma zdědila nejen část majetku, ale i logo a zkratku ZSSK.

## Provoz

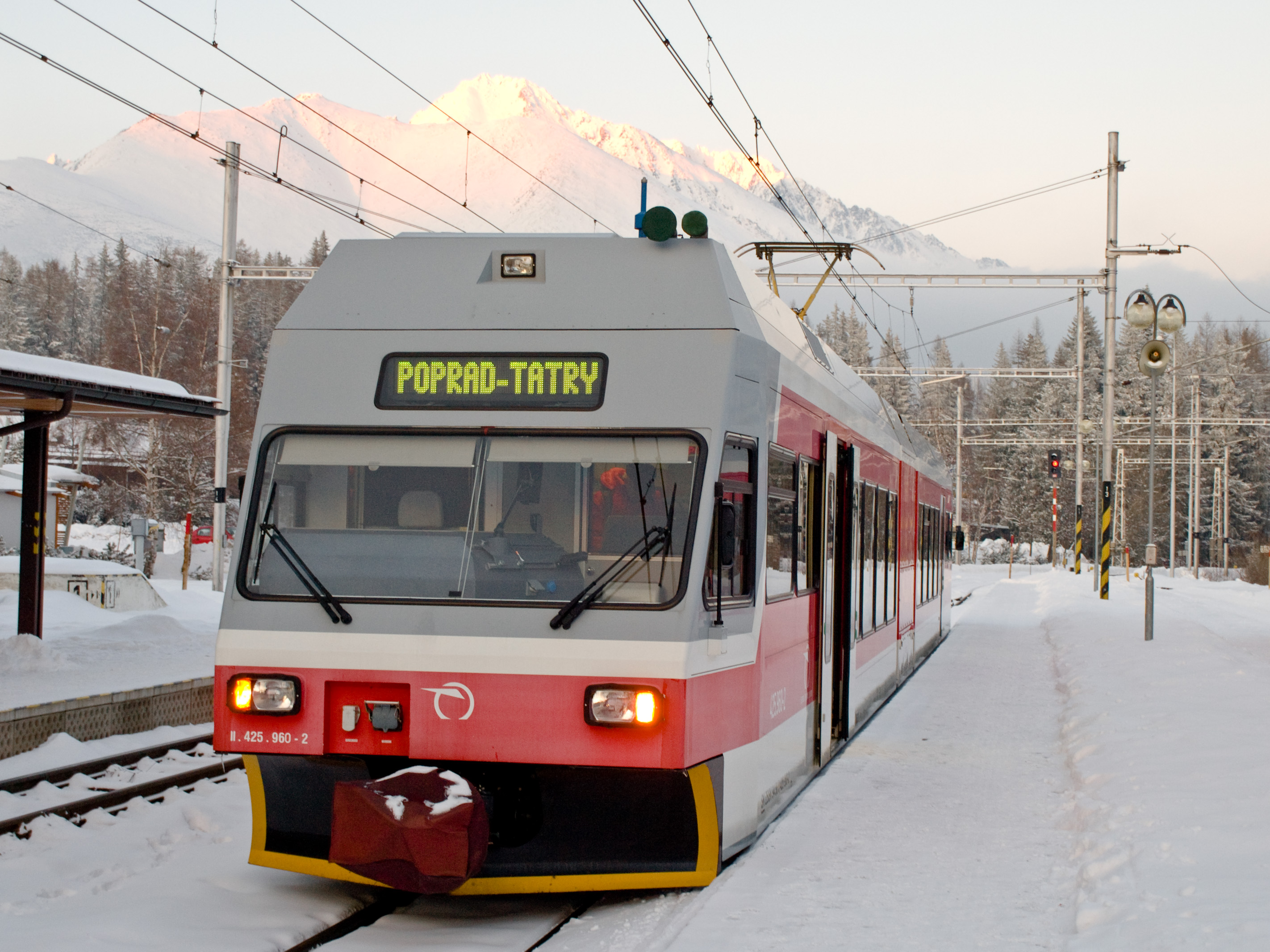
Jednotka řady 425.95 provozovaná na Tatranských elektrických železnicích

### Normální rozchod
Společnost provozuje osobní dopravu na podstatné části sítě provozovatele dráhy Železnice Slovenskej republiky. Na několika regionálních drahách však již osobní dopravu neprovozuje, neboť její provozování zastavil už její předchůdce Železničná spoločnosť. Při svém vzniku měla ZSSK na síti ŽSR jediného konkurenta, firmu Bratislavská regionálna koľajová spoločnosť.

### Úzký rozchod
Kromě normálněrozchodných tratí provozuje také osobní dopravu na následujících úzkorozchodných tratích:
- Tatranské elektrické železnice
- ozubnicová trať Štrba – Štrbské Pleso.

### Lanové dráhy
Při svém vzniku byly do společnosti vloženy také následující lanové dráhy ve Vysokých Tatrách:
- Pozemní lanová dráha Smokovecký výstup – Hrebienok
- Tatranská Lomnica – Skalnaté pleso
- Skalnaté pleso – Lomnický štít
- Skalnaté pleso – Lomnické sedlo

Na počátku roku 2006 byly všechny lanové dráhy prodány společnosti Tatranské lanové dráhy (součást investiční skupiny J&T) za částku 184 868 mil. Sk. Společnost Tatranské lanové dráhy již uvedené lanovky měla v nájmu od roku 2004 na základě vítězství v mezinárodním tendru uskutečněném v roce 2003.